# Esther (Racine)
Esther è una tragedia in tre atti del poeta francese Jean Racine, con musiche di Jean-Baptiste Moreau. Fu eseguita per la prima volta il 26 gennaio 1689 dalle studentesse della Maison royale de Saint-Louis.
La trama si basa sul biblico libro di Ester. L'opera è ambientata a Susa, nel palazzo del re Assuero.

## Trama

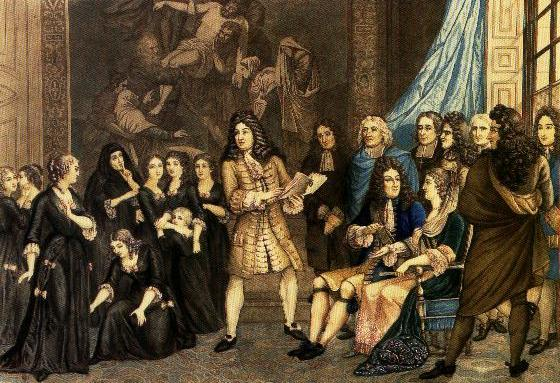
Racine fa ripetere "Esther" alle allieve della Casa Reale di Saint-Cyr davanti a Luigi XIV e Madame de Maintenon, che indusse il re a fondare quella scuola. 1830, museo dell'Educazione di Rouen.

### Atto I
Dopo un prologo dedicato alla gloria di Luigi XIV e di Madame de Maintenon, Esther racconta a un'amica come è diventata la favorita di Assuero. Ha persino salvato il re smascherando una cospirazione, con l'aiuto del padre adottivo Mardocheo. Ma è proprio Mardocheo che arriva per informarla che il re, su consiglio di Aman, ha emesso una sentenza che ordina che nei prossimi giorni vengano uccisi tutti gli ebrei del regno persiano.

### Atto II
Aman dice che gli ebrei hanno sempre perseguitato gli Amaleciti, di cui fa parte. Però non è questo il motivo che lo spinge a eliminare gli ebrei, ma la mancanza di rispetto di Mardocheo, che gli nega il saluto ogni giorno all'ingresso del palazzo. In quel momento Assuero viene a sapere che Mardocheo lo ha salvato nella precedente cospirazione, e costringe Aman a guidare Mardocheo in trionfo. Esther, che vuole salvare il suo popolo, chiede ad Assuero di andare con Aman a mangiare a casa sua.

### Atto III
Aman è furioso perché ha dovuto portare in trionfo Mardocheo. Tuttavia, prende l'invito di Esther come un atto di gentilezza. Esther rivela ad Assuero di essere ebrea, che il suo popolo non cospira contro di lui e che sono motivi personali che spingono Aman a desiderare la sua morte. Assuero concede poi a Mardocheo la posizione di Aman, che il popolo uccide. Lo spettacolo si conclude con una preghiera di ringraziamento cantata dal coro.

## Storia dell'opera
Dopo la rappresentazione di Fedra del 1677, Racine si era allontanato dal teatro per fare lo storiografo di Luigi XIV. Madame de Maintenon, che proveniva da una nobiltà impoverita, in quegli anni acquisì una crescente influenza a corte. Sposò il Re Sole in privato nel 1683 e nel 1684 aprì un istituto di istruzione per nobildonne indigenti a Saint-Cyr, vicino a Versailles. Quando commissionò a Racine un'opera teatrale a tema biblico, il poeta di corte non poté resistere a questa richiesta. Nella sua prefazione spiega che qui, per la prima volta, si stava rendendo conto della sua antica intenzione di combinare il coro e il canto con l'azione, come nell'antica tragedia greca.
La rappresentazione a Saint-Cyr, in cui tutte le parti sono state interpretate da giovani attrici, fu un successo. Poco dopo, Madame de Maintenon commissionò un'altra tragedia biblica. Atalia, l'ultima opera di Racine, fu rappresentata la prima volta nel 1691.

## Trasposizioni
Georg Friedrich Händel tra il 1718 e il 1732 traspose in musica il testo dell'opera nell'oratorio Esther (HWV50).
Dall'opera fu inoltre tratto nel 2000 il film Saint-Cyr diretto da Patricia Mazuy.